# أملودية
الأملودية (الاسم العلمي: Rhipsalis) هي جنس من النباتات تتبع الفصيلة الصبارية من رتبة القرنفليات.

## أنواع الأملودية
- أملودية إبرية
- أملودية إسفينية
- أملودية إهليلجية
- أملودية بورشالية
- أملودية بوليفية
- أملودية ثنائية التفرع
- أملودية جميلة
- أملودية ندفية
- أملودية سميكة الأجنحة
- أملودية شعرية الثمار
- أملودية صغير الزهرة
- أملودية عريضة الثمار
- أملودية غربية
- أملودية متفاوتة
- أملودية قصيرة الشوكة
- أملودية كبيرة الأزهار
- أملودية شوكاء
- أملودية متطاولة
- أملودية مخددة
- أملودية متناقضة
- أملودية مفرضة
- أملودية نبوتية
- أملودية هوكرية

## صور

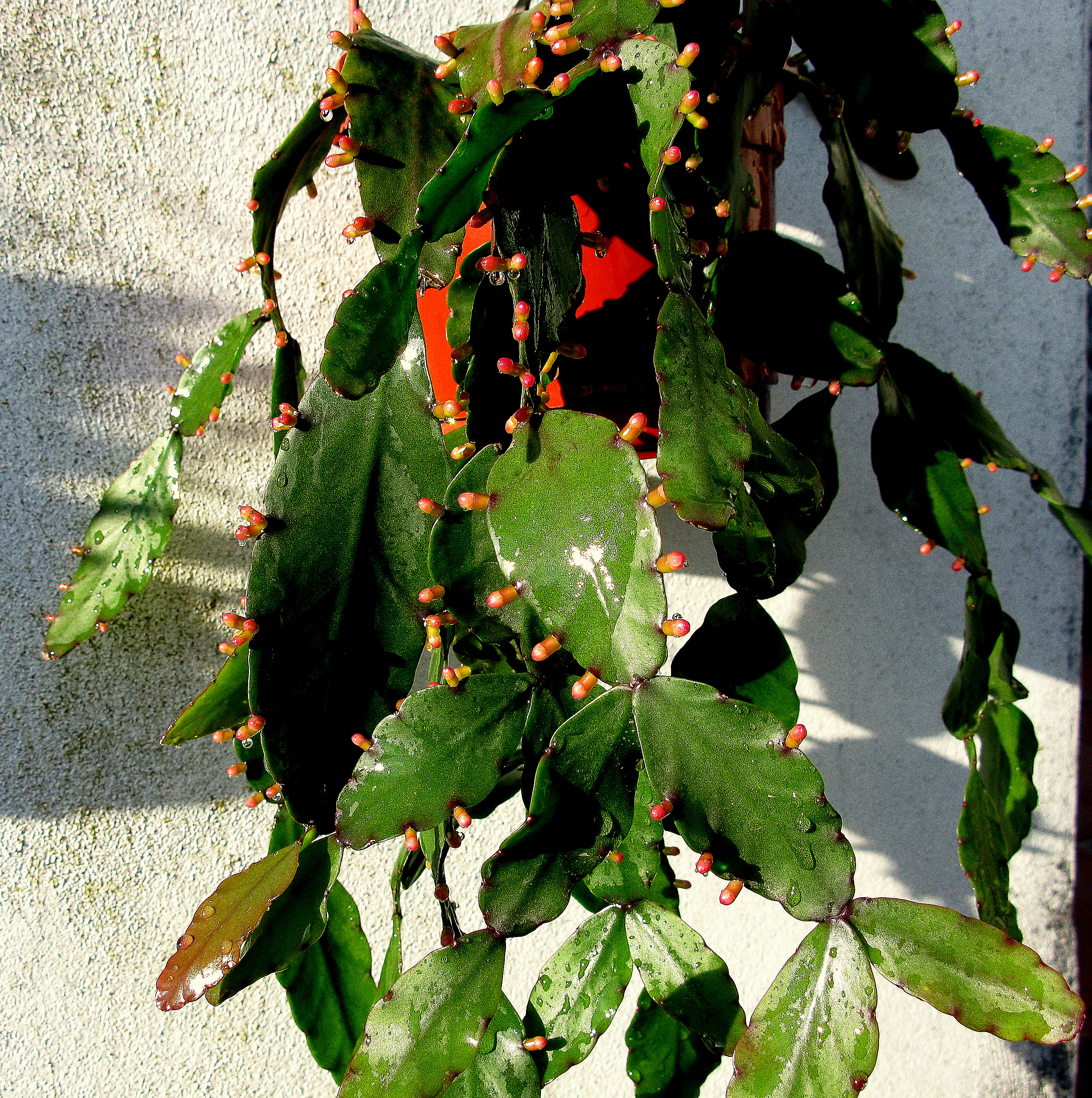
أملودية إهليلجية
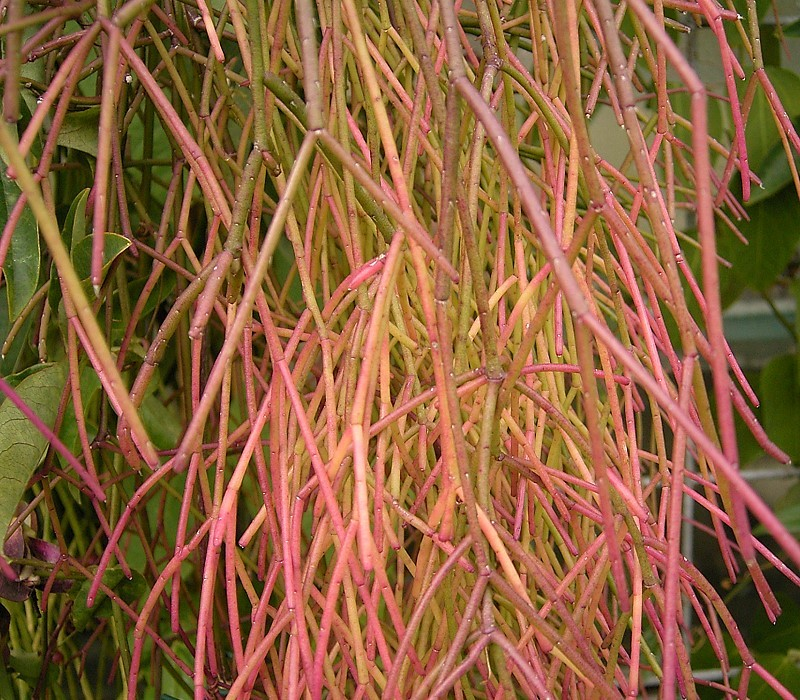
أملودية بورشالية
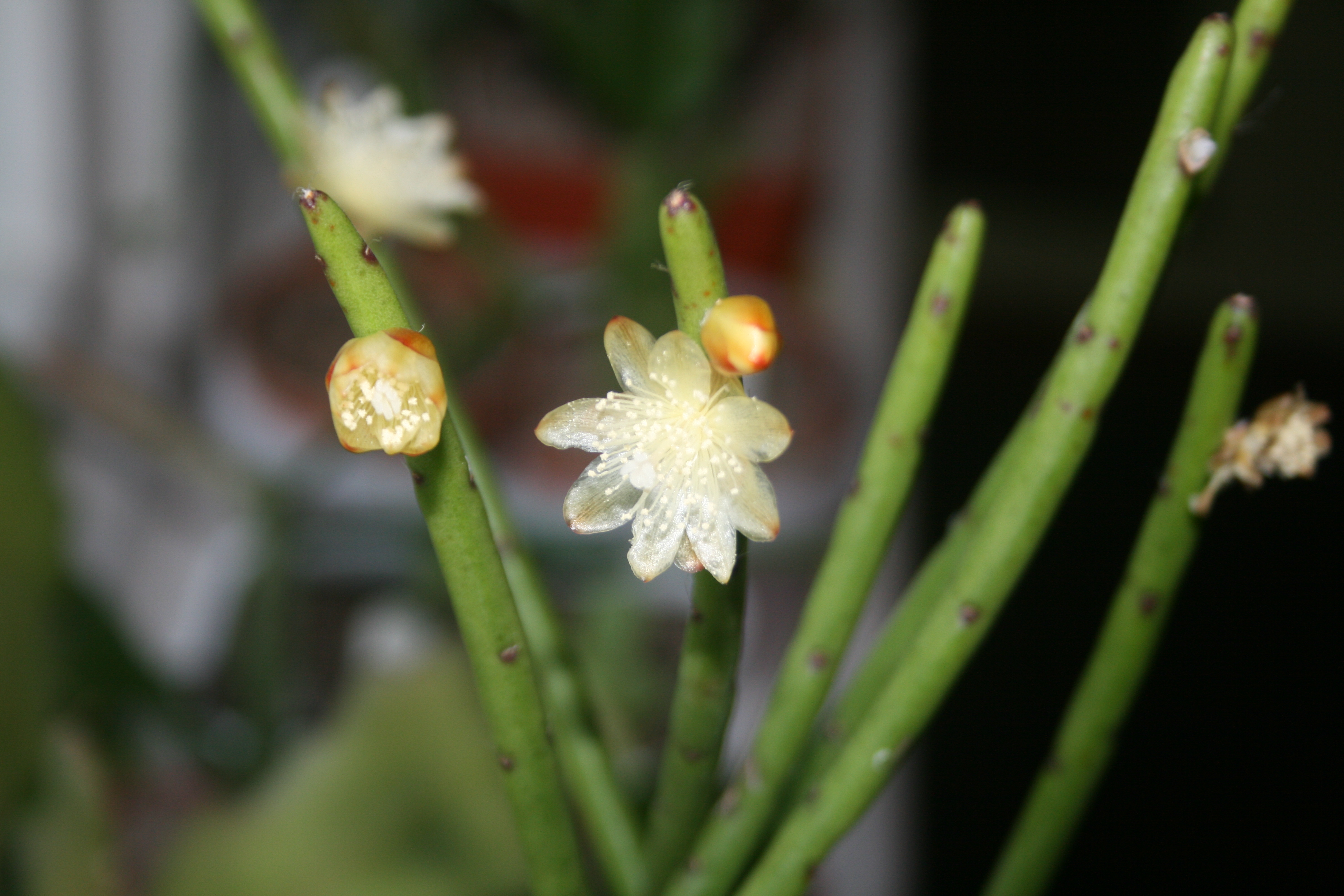
أملودية ندفية
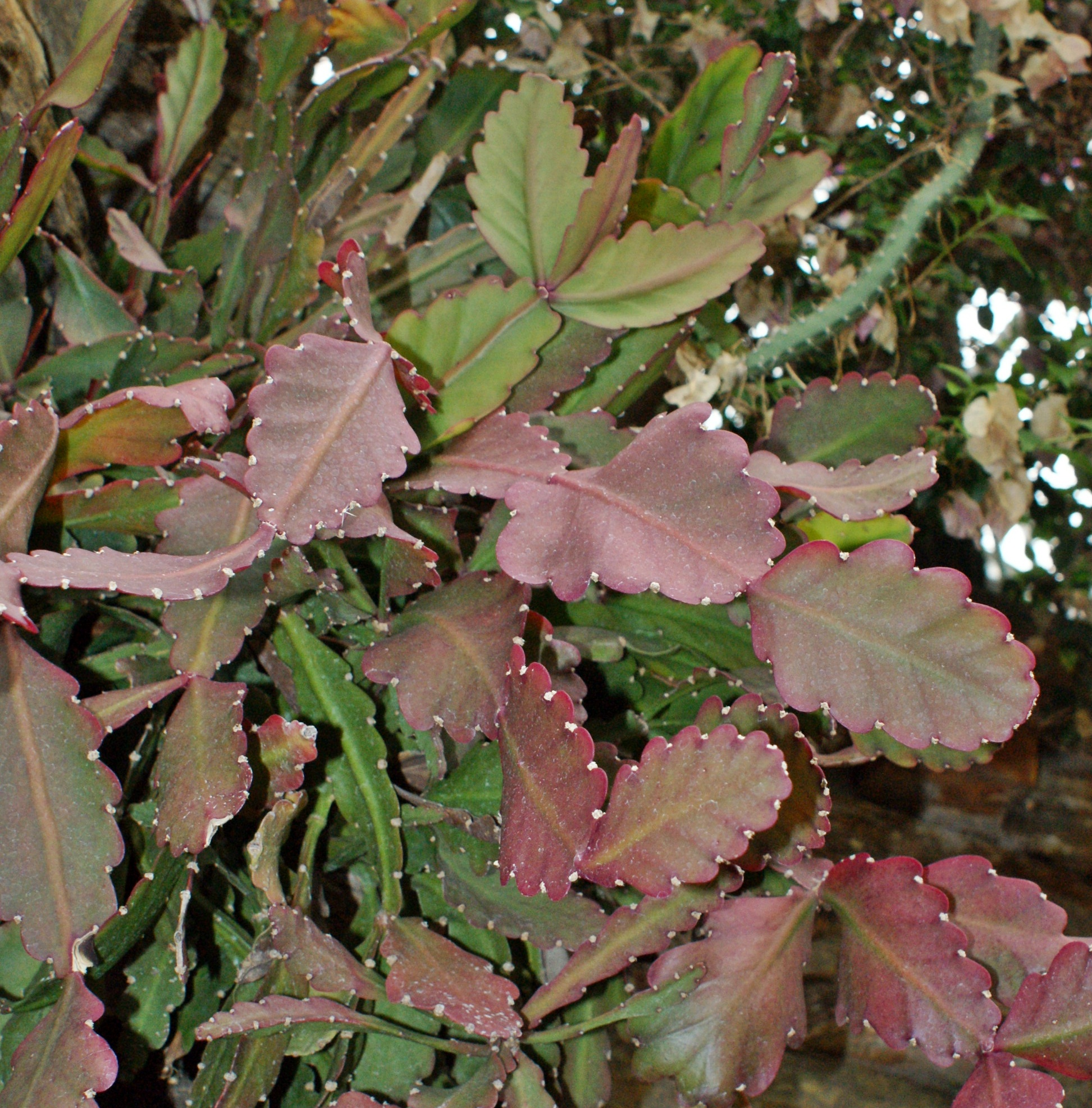
أملودية سميكة الأجنحة
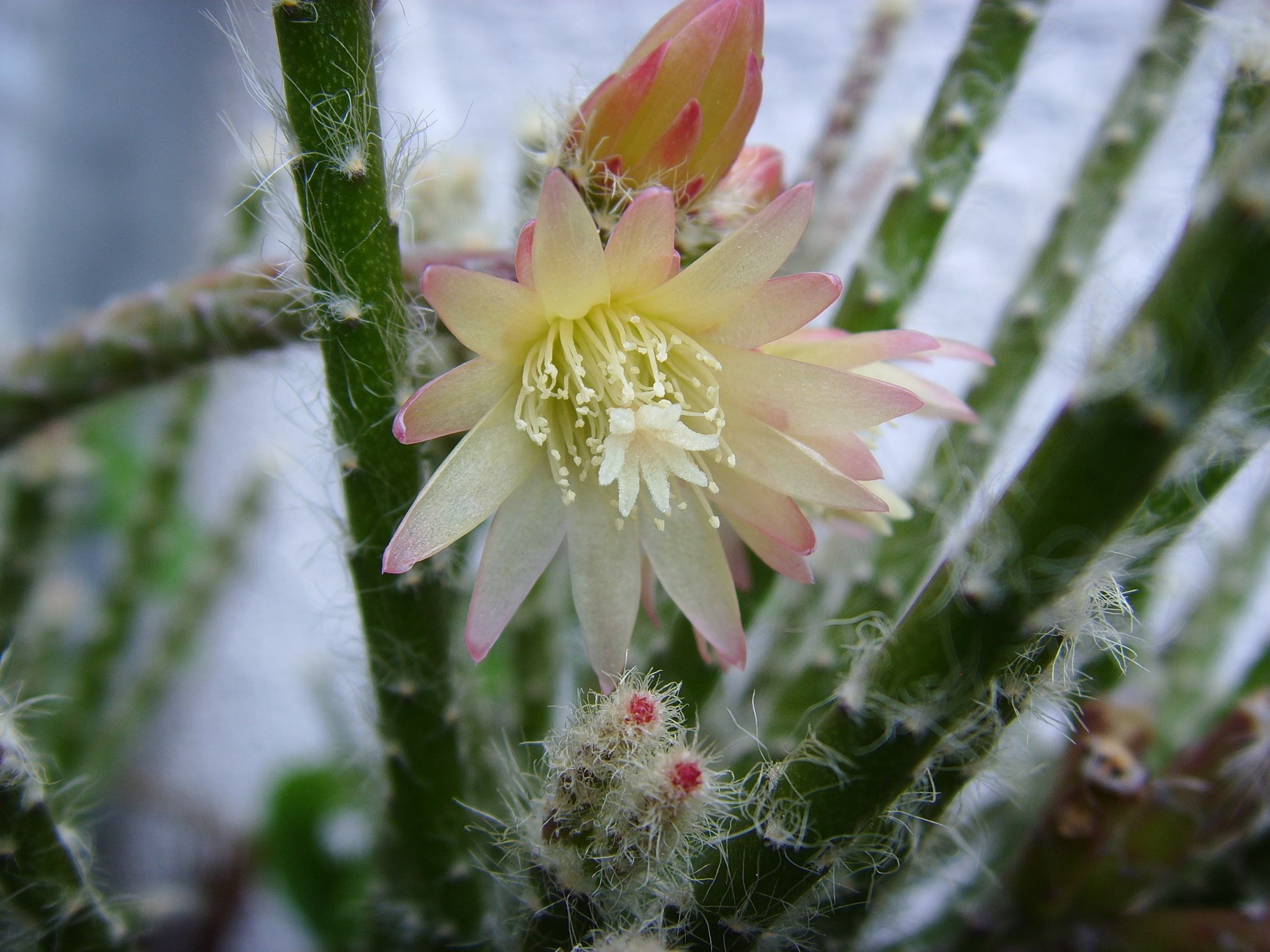
أملودية شعرية الثمار